# 1665 en musique classique
| \| • Retour à la chronologie générale de la musique classique • \| |
| Grèce • Rome • Haut Moyen Âge • VIIIe siècle • IXe siècle • Xe siècle • XIe siècle XIIe siècle • XIIIe siècle • XIVe siècle • XVe siècle • XVIe siècle • XVIIe siècle XVIIIe siècle • XIXe siècle • XXe siècle • XXIe siècle |
| • Retour à la chronologie générale de la musique classique • |

| Années en musique classique : 1662 - 1663 - 1664 - 1665 - 1666 - 1667 - 1668    |
| Décennies en musique classique : 1630 - 1640 - 1650 - 1660 - 1670 - 1680 - 1690 |

## Événements
- La Naissance de Vénus, ballet organisé par Isaac de Benserade.
- 22 septembre : L'Amour médecin, comédie-ballet de Jean-Baptiste Lully et de Molière.

## Œuvres
- Cantiones natalitiæ (Chants de Noël), de Joannes vander Wielen, ouvrage publié par Phalèse à Anvers.
- Premier livre d'orgue de Guillaume-Gabriel Nivers

## Naissances

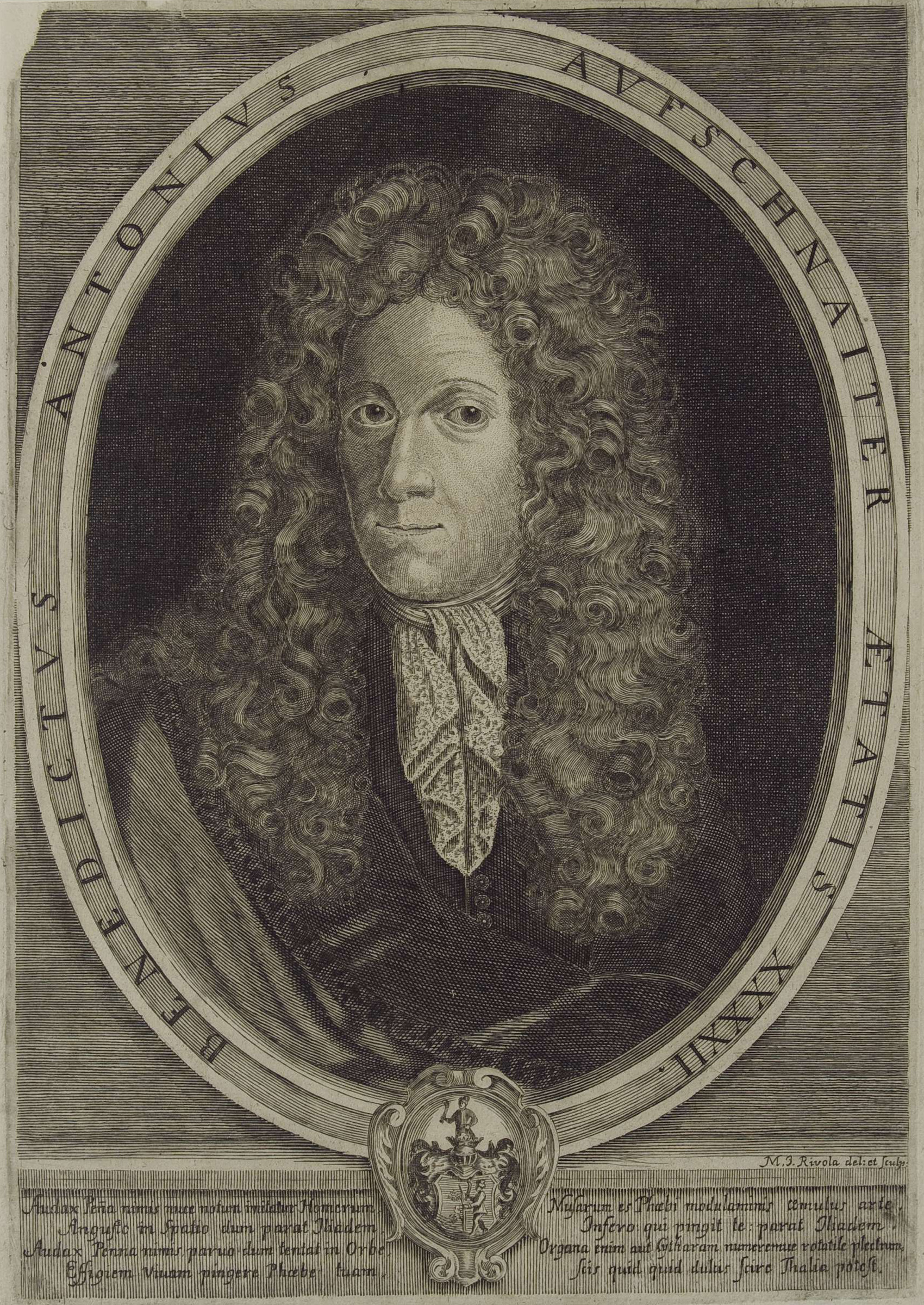
Benedikt Anton Aufschnaiter

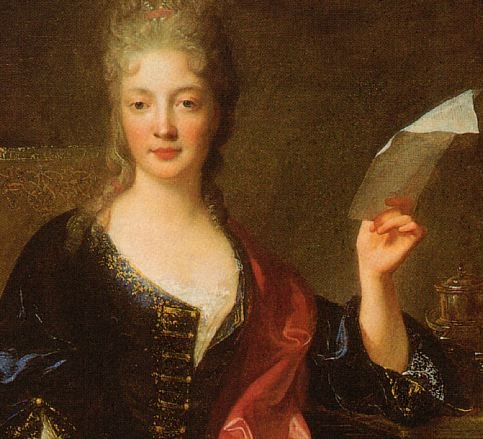
Élisabeth Jacquet de La Guerre.

- 21 février : Benedikt Anton Aufschnaiter, compositeur autrichien († 24 janvier 1742).
- 17 mars : Élisabeth Jacquet de La Guerre, musicienne et claveciniste française († 27 juin 1729).
- 27 mars : Pietro Pariati, poète et librettiste d'opéras italien († 14 octobre 1733).
- 6 août : Jean-Baptiste Lully fils, musicien français († 9 mars 1743).

Date indéterminée :
- Nicolaus Bruhns, compositeur danois († 29 mars 1697).
- Antonio Lotti, compositeur baroque italien († 5 janvier 1740).
- Joseph Valette de Montigny, compositeur baroque français († 1738).
- Gaetano Veneziano, compositeur et pédagogue italien († 15 juillet 1716).

## Décès
- 21 janvier : Domenico Mazzocchi, compositeur italien (° 8 novembre 1592).
- 12 février : Wolfgang Ebner, organiste, maître de chapelle et compositeur allemand (° 1612).
- 10 novembre : Samuel Capricornus, compositeur tchèque (° 21 décembre 1628).
- 10 décembre : Tarquinio Merula, compositeur, violoniste et organiste italien (° 24 novembre 1595).

Date indéterminée :
- Biagio Marini, violoniste et compositeur italien (° 1597).
- Francesca Campana, chanteuse, joueuse d'épinette et compositrice italienne (° vers 1615).